# بيتر نيل (لاعب كريكت)
بيتر نيل (2 يونيو 1961 في المملكة المتحدة - ) (بالإنجليزية: Peter Neal)‏ هو لاعب كريكت بريطاني. لعب مع Hertfordshire County Cricket Club ‏.

## وصلات خارجية
- بيتر نيل على موقع إي آس بي آن كريك إنفو (الإنجليزية)